# Chester Bowles

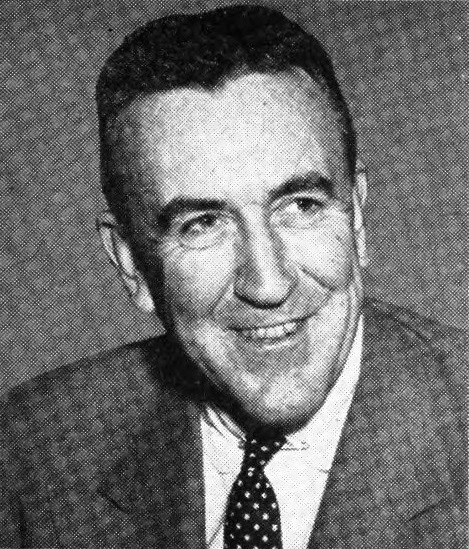
Chester Bowles.

Chester Bliss Bowles, född 5 april 1901, död 25 maj 1986, var en amerikansk diplomat och politiker från Connecticut och var guvernör i sin hemstat.

## Tidigt liv och karriär
Bowles föddes i Springfield, Massachusetts, och läste vid Choate Rosemary Hall i Wallingford, Connecticut, där han tog examen 1919. Därefter studerade han vid Sheffield Scientific School vid Yale University, och tog en kandidatexamen i naturvetenskapliga ämnen 1924. Sedan han arbetat ett år som reporter blev han copywriter för annonser och grundade senare reklamagenturen Benton & Bowles tillsammans med William Benton 1929. Trots depressionen var Benton & Bowles ett multimiljondollarsbolag vid mitten av 1930-talet. Bowles var styrelseordförande från 1936 och 1941 tjänade han 250 000 $ om året.
Bowles sålde sina aktier i företaget i december 1941 med god vinst. Han sökte värvning i flottan, men nekades på grund av ett öronfel. Han tog sedan jobb för delstaten Connecticuts krigstida ransoneringsmyndighet och blev senare delstatens direktör för prisreglering. Han utsågs av president Roosevelt 1943 till att administrera den federala priskontrollen genom Office of Price Administration, och satt också i de federala styrelserna för krigsproduktion och bensin.
Han fick tjänsten som direktör för Office of Economic Stabilization 1946. Samma år försökte han utan framgång bli Demokraternas kandidat i guvernörsvalet i Connecticut. Det året var han också en av USA:s delegater till Unescos första kongress i Paris. Han var särskild assistent till FN:s generalsekreterare Trygve Lie 1947–1948, och var internationell ordförande för FN:s Children's Appeal 1948–1951.

## Guvernör
Bowles valdes till guvernör i Connecticut 1948. Han besegrade den sittande guvernören James C. Shannon och efterträdde denne den 5 januari 1949. Under sin enda mandatperiod som guvernör skrev han under en lag som avslutade segregationen i delstatens nationalgarde. Han arbetade också aktivt för att förbättra utbildning, psykiatrisk hälsovård, boende och arbetsskadeersättning. Hans vänsteråsikter och vänsterpolitik som guvernör anses av de flesta vara huvudorsaken till att han förlorade sitt försök att bli omvald 1950. Han efterträddes av John Davis Lodge.

## Ambassadör och kongressman
President Truman utsåg Bowles till USA:s ambassadör till Indien och Nepal, han tjänstgjorde där 1951–1953. Senare vann han en plats i USA:s representanthus för Connecticuts andra distrikt och tjänstgjorde en mandatperiod, 1959–1960. Vid mer än ett tillfälle försökte han bli Demokraternas kandidat till USA:s senat, men misslyckades med det.

## Biträdande utrikesminister
Bowles utsågs till utrikespolitisk rådgivare till senator John F. Kennedy 1960 och fortsatte till att bli ordförande för kommittén för den politiska plattformen på Demokraternas nationella konvent det året. President Kennedy utsåg senare Bowles till biträdande utrikesminister 1961. I början av december 1961 ersattes han av George Ball på den ministerposten, till följd av att han ansågs ha misslyckats med sina uppgifter som administratör på utrikesdepartementet och för att han hade läckt att han var motståndare till invasionen i Grisbukten. Han petades som en del av en större omorganisation, som blev känd som 'Thanksgiving Day Massacre'. I december 1961 utsågs han till presidentens specielle representant och rådgivare i frågor om Afrika, Asien och Latinamerika och fick ambassadörstitel. Officiellt var detta en befordran, men det sågs av alla inblandade som en post avsedd att förenkla att få bort Bowles från sin ministerpost.

## Ambassadör
I juli 1963 utsågs Bowles åter till ambassadör till Indien, en post som han kom att behålla till slutet av Lyndon B. Johnsons presidentskap.
Bowles var en passionerad talesman för starkare band mellan USA och Indien. Han hade goda relationer till Indiens förste premiärminister Jawaharlal Nehru och han ansåg att USA och Indien delade grundläggande demokratiska värderingar.
I mars 1967 fick Bowles en formell förfrågan om politisk asyl av Svetlana Allilujeva, författare och Josef Stalins enda dotter. Hon fick asyl och en resa arrangerades för henne från Indien till Schweiz via Rom.
Bowles avled 1986 vid 85 års ålder i Essex, Connecticut, sedan han fått en stroke. Han är begravd där på River View Cemetery.

## Böcker och essäer av Chester Bowles
- Tomorrow Without Fear (1946)
- Ambassador's Report (1954)
- The New Dimensions of Peace (1955)
- Africa's Challenge to America (1956)
- What Negroes Can Learn From Gandhi (1958)
- Ideas, People, and Peace (1958)
- The Coming Political Breakthrough (1959)
- The Conscience of a Liberal (1962)
- The Makings of a Just Society (1963)
- Promises to Keep: My Years in Public Life (1971)

## Biografi
- Howard B. Schaffer, Chester Bowles: New Dealer in the Cold War, Cambridge, Mass.: Harvard University Press, 1993